# Дети-404
Дети-404 (полное название «Дети-404. ЛГБТ-подростки. Мы есть!») — российский общественный интернет-проект поддержки гомосексуальных, бисексуальных и трансгендерных подростков. Инициирован журналисткой информационного агентства Росбалт и ЛГБТ-активисткой Еленой Климовой, написавшей в марте 2013 года серию статей об ЛГБТ-детях.
23 января 2015 года мировой суд Нижнего Тагила в лице Людмилы Ивановны Педан признал Елену Климову виновной в «пропаганде нетрадиционных сексуальных отношений среди несовершеннолетних» и приговорил её к штрафу в 50 тысяч рублей. 25 марта 2015 года судья Дзержинского районного суда Нижнего Тагила Алёна Монахова отменила это решение и вернула на новое рассмотрение в мировой суд Нижнего Тагила, который 28 июля 2015 года во второй раз приговорил Климову к тому же штрафу. 7 августа 2015 года Центральный районный суд Барнаула постановил заблокировать сообщество «Дети-404. ЛГБТ-подростки» в социальной сети «ВКонтакте» (за пропаганду среди подростков нетрадиционных сексуальных отношений). После блокировки сообщества администрацией социальной сети, 25 сентября там была создана новая страница, на которую подписалось на тысячу человек больше.
Сайт deti-404.com после блокировки забросили и отключили.

## Цели проекта
На страницах проекта «Дети-404» в Фейсбуке и ВКонтакте публикуются анонимные письма ЛГБТ-подростков, в которых они рассказывают о тех проблемах, с которыми они сталкиваются в своей жизни из-за гомофобии окружающих их людей — знакомых, родственников, одноклассников, учителей и пр. Также на страницах проекта публикуются письма взрослых людей со словами поддержки, адресованных российским ЛГБТ-подросткам.
Число «404» в названии проекта отсылает к аналогии с техническим сообщением при неверном наборе адреса страницы в интернете: «Ошибка 404 — страницы не существует». Авторы проекта обращают внимание на то, что в российском обществе мало кто задумывается о существовании гомосексуальных и трансгендерных детей и о тех проблемах, которые у них возникают в условиях нетерпимости окружающих к ЛГБТ. В описании проекта говорится:
Наше общество полагает, что гомосексуальных подростков не существует в природе, будто бы геи, лесбиянки, бисексуалы и трансгендеры прилетают с Марса уже взрослыми. А между тем в каждой 20-й российской семье растёт ребёнок-ЛГБТ — это невидимые обществу дети-404.

## Хроника проекта

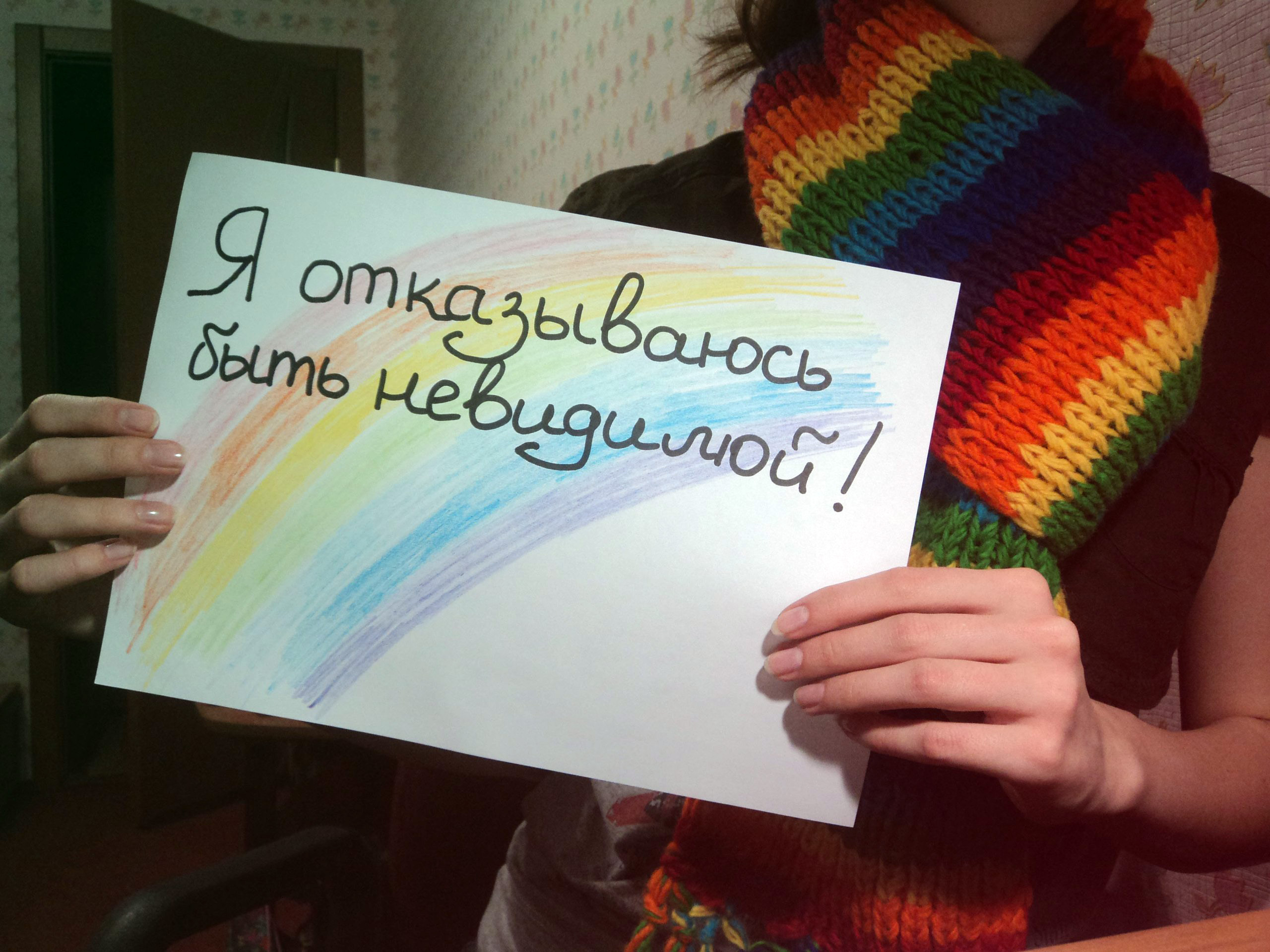
Фото одной из участниц проекта «Дети-404»

### История возникновения
После того, как молодая журналистка из Нижнего Тагила Елена Климова опубликовала серию статей, критиковавших законопроекты против «пропаганды гомосексуализма», к ней по электронной почте обратилась 15-летняя девушка, которая рассказала о том, что подвергалась издевательствам со стороны одноклассников и родителей из-за своей гомосексуальности. Девушка писала, что находилась на грани самоубийства, но статья Климовой заставила её передумать и не совершать этот шаг. После этого Елена Климова занялась поисками информации о жизни ЛГБТ-подростков в России, создав онлайн-опрос. В ответ в течение менее двух недель журналистка получила более сотни электронных писем, после чего она приняла решение создать интернет-проект поддержки ЛГБТ-подростков.
Проект состоит из двух частей. Это непубличная «закрытая» группа в соцсети «Вконтакте», созданная для психологической помощи ЛГБТ-подросткам, где они могут поделиться своими проблемами и получить помощь от взрослых участников, и открытый фото-проект в Фейсбуке и Вконтакте, где публикуются письма подростков, которые они присылают на электронную почту проекта.
Рассказывая о проекте «Дети-404», популярная испанская газета El Mundo в статье «Как опасно быть гомосексуалом в России» писала:

На фотографиях — молодые лица, закрывающие свои глаза плакатом с надписью «Дети-404». «Мы существуем!» — написано во многих письмах подростков, как своего рода крик против распространённой нетерпимости.
Оригинальный текст (исп.)Las fotografías muestran rostros jóvenes que sostienen ante los ojos un cartel donde se lee "Niños 404". "¡Existimos!", dicen muchas cartas, en una especie de grito contra la difundida intolerancia.— El Mundo, El riesgo de ser homosexual en Rusia

### Поддержка проекта
Появление проекта «Дети-404» привлекло внимание общественности за пределами России. Летом и в начале осени 2013 года в ряде городов мира — Нью-Йорке, Осло, Лондоне — прошли публичные акции в поддержку российских ЛГБТ-подростков и проекта «Дети-404». О проекте «Дети-404» и положении российских ЛГБТ-подростков писали крупнейшие мировые издания — американские The Washington Post и The New York Times, британская The Guardian, испанская El Mundo и др.
5 июля 2013 года проект «Дети-404» поддержала семья Марселя Ниргаарда (Marcel Neergaard) американского 11-летнего мальчика-гея из штата Теннесси, прославившегося у себя на родине успешной борьбой с гомофобией. Марсель и его родители прислали в адрес проекта «Дети-404» обращение в поддержку всех ЛГБТ-подростков России.
16 июля 2013 года акцию в поддержку российских ЛГБТ-подростков провели шестеро депутатов Сейма Польши от партии «Движение Паликота» Анна Гродская, Анджей Розенек, Роберт Бедронь, Томаш Маковский, Мачей Банашак и Михал Кабачиньский. Они сфотографировались с плакатами со словами «Дети-404, вы существуете! Мы с вами!»

Депутаты польского Сейма в поддержку проекта «Дети-404»
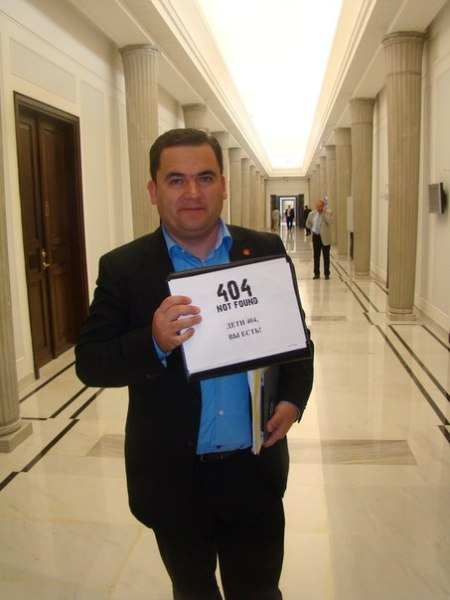
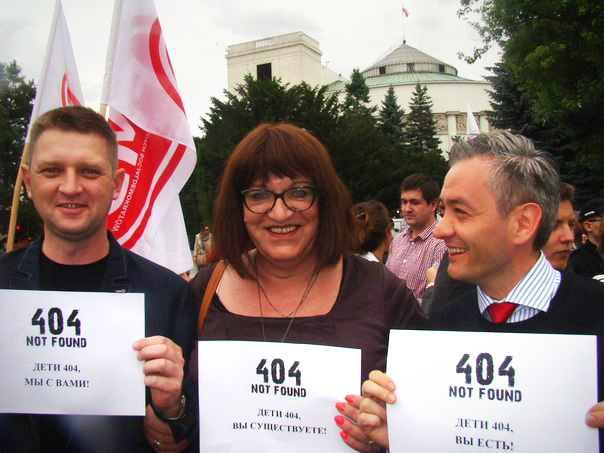
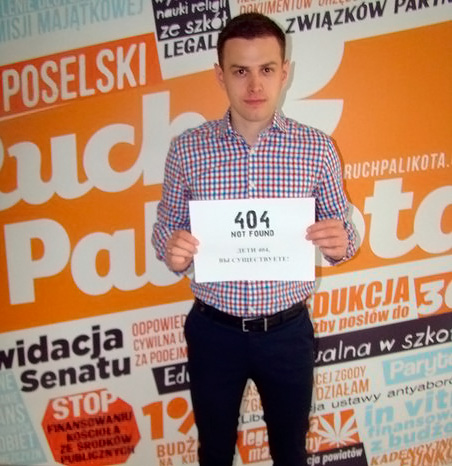
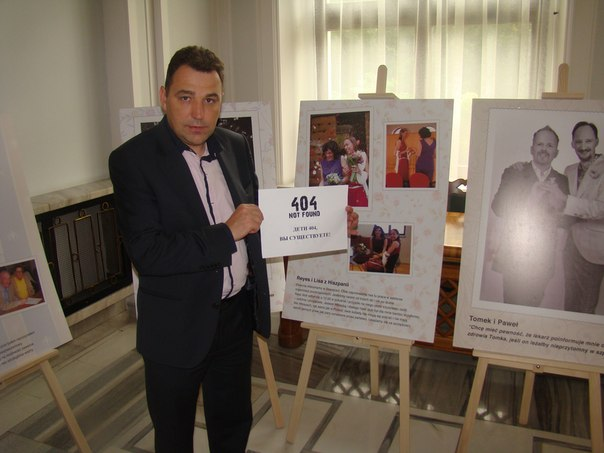

При содействии проекта «Дети-404» 5 декабря 2013 года американский проект «It Gets Better» развернул на своём сайте кампанию поддержки российских ЛГБТ-подростков «Вы прекрасны!»
На начало 2014 года за неполный год существования проекта «Дети-404» на его страницах было опубликовано более тысячи писем от ЛГБТ-подростков со всей России, а также от взрослых со словами поддержки.

### Обвинения в пропаганде гомосексуальности
Начиная с октября 2013 года Виталий Милонов, автор петербургского закона о запрете пропаганды гомосексуализма, написал семь заявлений в правоохранительные органы с требованием привлечь к ответственности основательницу проекта «Дети-404» Елену Климову и закрыть проект. 17 января 2014 года Климову впервые вызвали на беседу в Нижнетагильское межмуниципальное управление МВД для дачи объяснений по этим заявлениям, а 31 января в Нижнем Тагиле против неё было возбуждено дело об административном правонарушении по ч. 2 ст. 6.21 КоАП РФ («пропаганда нетрадиционных сексуальных отношений среди несовершеннолетних»).
В составленном протоколе об административном правонарушении говорилось, что Елена Климова «зарегистрировала на интернет-ресурсе „ВКонтакте“ страницу, пропагандирующую нетрадиционные сексуальные отношения среди несовершеннолетних, выразившееся в распространении информации, направленной на формирование у несовершеннолетних нетрадиционных сексуальных установок, привлекательности нетрадиционных сексуальных отношений, искаженного представления о социальной равноценности традиционных и нетрадиционных сексуальных отношений».
21 февраля 2014 года состоялся суд, который вынес решение о прекращении производства по делу. Суд не нашел в действиях Елены Климовой состава административного правонарушения, таким образом установив, что содержимое сайта Дети-404 не является «пропагандой нетрадиционных сексуальных отношений среди несовершеннолетних».
Однако 23 января 2015 года Дзержинский суд Нижнего Тагила назначил основательнице проекта Елене Климовой административное наказание в виде штрафа в 50 тысяч рублей (по статье о «пропаганде нетрадиционных сексуальных отношений среди несовершеннолетних»).
21 сентября 2015 года Роскомнадзор, на основании решения Центрального районного суда г. Барнаула Алтайского края от 7 августа 2015 года 2015 № 2-5816/15, внёс группу «Дети-404. ЛГБТ-подростки» в список запрещённых сайтов и предписал «Вконтакте» удалить страницу в течение трёх рабочих дней. Адвокат группы Дмитрий Бартенев заявил, что «Дети-404» обжалуют решение «Роскомнадзора». В свою очередь 25 сентября администрация социальной сети «Вконтакте» приняла решение заблокировать страницу сообщества. После чего была создана новая страница, на которую, на день создания, подписалось на тысячу человек больше, чем на заблокированную страницу.

### Угрозы
Основательнице проекта Елене Климовой много раз приходили обвинения и угрозы, после чего в апреле 2015 года в социальной сети Вконтакте она создала серию фотоколлажей «Красивые люди и то, что они говорят мне».

## Мнения о проекте «Дети-404»
- Журналист Валерий Панюшкин расценивает проект Дети-404 как «молодёжный антикризисный центр, который должно было бы создать государство вместо принятия антигейского закона»[40]. Под впечатлением от прочтения писем ЛГБТ-подростков Валерий Панюшкин пришёл к выводу, что закон о запрете «пропаганды» убивает подростков-геев[41].
- Елена Мизулина, депутат Государственной думы России и автор федерального закона о запрете «пропаганды нетрадиционных отношений», в июне 2013 года в интервью Газете.ру сказала, что проект Дети-404 не является «пропагандой»:

— Скажите, вы знаете о проекте «Дети 404»?
— Нет, не знаю.
— Это сайт, куда дети нетрадиционной ориентации присылают свои истории, рассказывают, как им живется. Я вас очень прошу, посмотрите этот сайт до принятия закона во втором чтении.
— Такой проект не относится к пропаганде нетрадиционных отношений.
— А как этим детям быть, когда они обнаруживают, что они не такие, как все? Откуда им взять информацию, что это не болезнь, что это нормально?

 — Информация, разъясняющая, описывающая, не призывающая к чему-то, не провокационная, не изображающая нетрадиционные половые отношения, не является пропагандой, она может быть по закону в доступе для подростков.— Елена Мизулина: «Людей ведь раздражают не геи, а пропаганда». Газета.ру
- Виталий Милонов, депутат Законодательного собрания Санкт-Петербурга, автор петербургского закона о запрете «пропаганды гомосексуализма», в октябре 2013 года в интервью немецко-французскому телеканалу ARTE назвал участников проекта Дети-404 «полукриминальной группировкой»:

«Кто малых сих на грех соблазнит, тому лучше было бы, если бы повесили ему жерновый камень на шею и бросили его в море». «Дети-404» — полукриминальная группировка. Таких проектов в России не должно существовать.— Виталий Милонов. Интервью телеканалу ARTE
В январе 2014 года по инициативе Виталия Милонова было возбуждено административное преследование Елены Климовой и проекта «Дети-404» по обвинениям в «пропаганде нетрадиционных ценностей». Сам Виталий Милонов заявил, что группа должна быть признана иностранным агентом и потребовал закрытия проекта:

«Эта группа должна быть закрыта, уничтожена, стёрта навсегда из всех социальных сетей России», ― заявил петербургский депутат.— Lenta.ru. «Про уродов и людей»
- Мария Сабунаева, кандидат психологических наук, доцент кафедры психологической помощи РГПУ им. А.И. Герцена, в интервью агентству Росбалт заявила, что «на сегодня для детей в России нет ни одного источника адекватной информации о сексуальной ориентации» и что закрытие проекта «Дети-404» лишит гомосексуальных подростков помощи и поддержки:

— К чему, на ваш взгляд, приведет закрытие группы «Дети-404»?

— К тому, что мы имели много лет до этого — полному одиночеству ЛГБТ-подростков и детей. К отсутствию возможности говорить о себе, получать поддержку, тепло и принятие. Я не понимаю, чем какому-то там депутату помешала эта группа — он против получения детьми поддержки и тепла? Если бы он потрудился заглянуть туда, то не увидел бы там не то что пропаганды чего-либо, а даже каких-либо бесед на тему секса — зато, возможно, наконец заметил бы, как убийственна гомофобная ненависть для тех, кто ещё юн, чувствителен и не научился сопротивляться издевательствам.— Мария Сабунаева: «Отсутствие информации — убийственно». Росбалт

## Авторские произведения
Единственное произведение[прояснить], рассказывающее о сексуальной ориентации, гендерной идентичности и подростковой влюбленности в представителей или представительниц своего пола, — книга «Дети-404. ЛГБТ-подростки: в стенах молчания», написанная летом 2014 года. В 2017 году в книге изменилось, во-первых, название — «Страница найдена», а во-вторых, — статистика и дополнены ответы на вопросы по СОГИ.
По словам Лены, основательницы проекта «Дети-404», книга будет обновляться каждый год.
В апреле 2020 года Елена Климова представила свою новую книгу «Выжить и жить. Долго и счастливо». По словам Лены Климовой, книга «предназначена для подростков, у которых есть вопросы о сексуальной ориентации или гендерной идентичности. Кроме того, книга может пригодиться всем, кому интересна эта тема: подросткам, педагогам, психологам, ЛГБТ-людям и их близким».